# Évora Eagles 2019
Questa voce raccoglie le informazioni riguardanti gli Évora Eagles nelle competizioni ufficiali della stagione 2019.

## I Campeonato Nacional de Futebol Americano

### Stagione regolare
| 10 febbraio 2019 | Lisboa Navigators B | 32 – 6 | Évora Eagles |  |

| Braga 23 febbraio 2019, ore 19:00 | Braga Black Knights | 14 – 8 | Évora Eagles | Grupo Desportivo do Bairro da Misericordia |

| 10 marzo 2019 | Évora Eagles | 14 – 48 | Towers Football |  |

| 6 aprile 2019 | Évora Eagles | 12 – 38 | Lisboa Navigators B |  |

### Playoff
| Lousada 4 maggio 2019, ore 15:00 | Lisboa Navigators B | 45 – 0 | Évora Eagles | Estadio Municipal |

## Statistiche di squadra
| Competizione | %Vittorie | In casa | In casa | In casa | In casa | In casa | In casa | In trasferta | In trasferta | In trasferta | In trasferta | In trasferta | In trasferta | Totale | Totale | Totale | Totale | Totale | Totale |
| Competizione | %Vittorie | G       | V       | N       | P       | Pf      | Ps      | G            | V            | N            | P            | Pf           | Ps           | G      | V      | N      | P      | Pf     | Ps     |
| ------------ | --------- | ------- | ------- | ------- | ------- | ------- | ------- | ------------ | ------------ | ------------ | ------------ | ------------ | ------------ | ------ | ------ | ------ | ------ | ------ | ------ |
| Campionato   | .000      | 2       | 0       | 0       | 2       | 26      | 86      | 2            | 0            | 0            | 2            | 14           | 46           | 4      | 0      | 0      | 4      | 40     | 132    |
| Playoff      | .000      | 0       | 0       | 0       | 0       | 0       | 0       | 1            | 0            | 0            | 1            | 0            | 45           | 1      | 0      | 0      | 1      | 0      | 45     |
| Totale       | .000      | 2       | 0       | 0       | 2       | 26      | 86      | 3            | 0            | 0            | 3            | 14           | 91           | 5      | 0      | 0      | 5      | 40     | 177    |